# غيثر كارلتون
غيثر كارلتون (بالإنجليزية: Gaither Carlton)‏ هو عازف كمان ‏ أمريكي، ولد في 3 فبراير 1901، وتوفي في 24 يونيو 1972.

## وصلات خارجية
- غيثر كارلتون على موقع ميوزك برينز (الإنجليزية)
- غيثر كارلتون على موقع أول ميوزيك (الإنجليزية)
- غيثر كارلتون على موقع ديسكوغز (الإنجليزية)